# 모함마드 모헤비
모함마드 모헤비(페르시아어: محمد محبی‎, 1998년 12월 20일 ~ )는 러시아 클럽 로스토프와 이란 국가대표팀에서 미드필더와 공격수로 뛰고 있는 이란의 프로 축구 선수이다.

## 구단 경력

### 세파한
세파한 소속팀인 샤힌 부셰르와의 2019-20년 페르시안 걸프 프로리그 1차전에서 데뷔 전을 치렀고, 경기 첫 골을 넣었다.

### 산타클라라
2021년 8월 24일, 모헤비는 프리메이라리가 팀 산타클라라와 3년 계약을 맺고 샤리야르 모간루와 반대 방향으로 이적했다.

### 로스토프
2023년 7월 13일, 모헤비는 러시아 프리미어리그 클럽 로스토프와 계약했다. 그는 4골 1도움을 기록하며 2024년 3월 리그 이달의 선수로 선정되었다.

## 국가대표팀 경력
2019년 10월 10일, 모헤비는 이란 국가대표팀으로 합류해, 캄보디아와의 2022년 FIFA 월드컵 예선 경기에서 2골 2도움을 기록하며 데뷔 전을 치렀다. 2023년 AFC 아시안컵 8강전에서 일본을 상대로 득점을 기록했다.